# (5990) Panticapaeon
(5990) Panticapaeon est un astéroïde de la ceinture principale.

## Description
(5990) Panticapaeon est un astéroïde de la ceinture principale. Il fut découvert le 9 mars 1977 à Naoutchnyï par Nikolaï Tchernykh. Il présente une orbite caractérisée par un demi-grand axe de 2,24 UA, une excentricité de 0,09 et une inclinaison de 7,0° par rapport à l'écliptique.

## Compléments